# LBE T 10
Die Lokomotiven der Baureihe LBE T 10 der Lübeck-Büchener Eisenbahn (LBE) waren Nassdampf-Tenderlokomotiven für den Güter- und Personenzugdienst. Sie trugen die Betriebsnummern LBE 118–122 und die Namen ROTHENBURGSORT, HASSELBROOK, SCHLUTUP, MOISLING und DÄNISCHBURG.

## Geschichte
Die Lokomotiven waren an die Preußische T 9.3 angelehnt, hatten jedoch mit 1.400 mm um 50 mm größere Treibräder. Der Laufradsatz und der erste Kuppelradsatz waren zu einem Krauss-Helmholtz-Lenkgestell zusammengefasst, weswegen die Lokomotiven auch bei hoher Geschwindigkeit gute Laufeigenschaften hatten. In der Ebene konnte ein Zug von 250 t mit 70 km/h befördert werden.
Die 118 wurde bereits 1932 ausgemustert. Als die LBE 1938 von der Deutschen Reichsbahn übernommen wurde, wurden die noch vorhandenen vier Lokomotiven wie die Preußischen T 11 in die Baureihe 74.3 eingeordnet und erhielten die Betriebsnummern 74 361 bis 74 364. Die letzten beiden Maschinen hatten eine etwas geringere Kuppelachslast.
Nach dem Zweiten Weltkrieg gelangten alle vier Lokomotiven zur Deutschen Bundesbahn, wo sie zwischen 1950 und 1954 ausgemustert wurden.